# Pamir (vaixell)

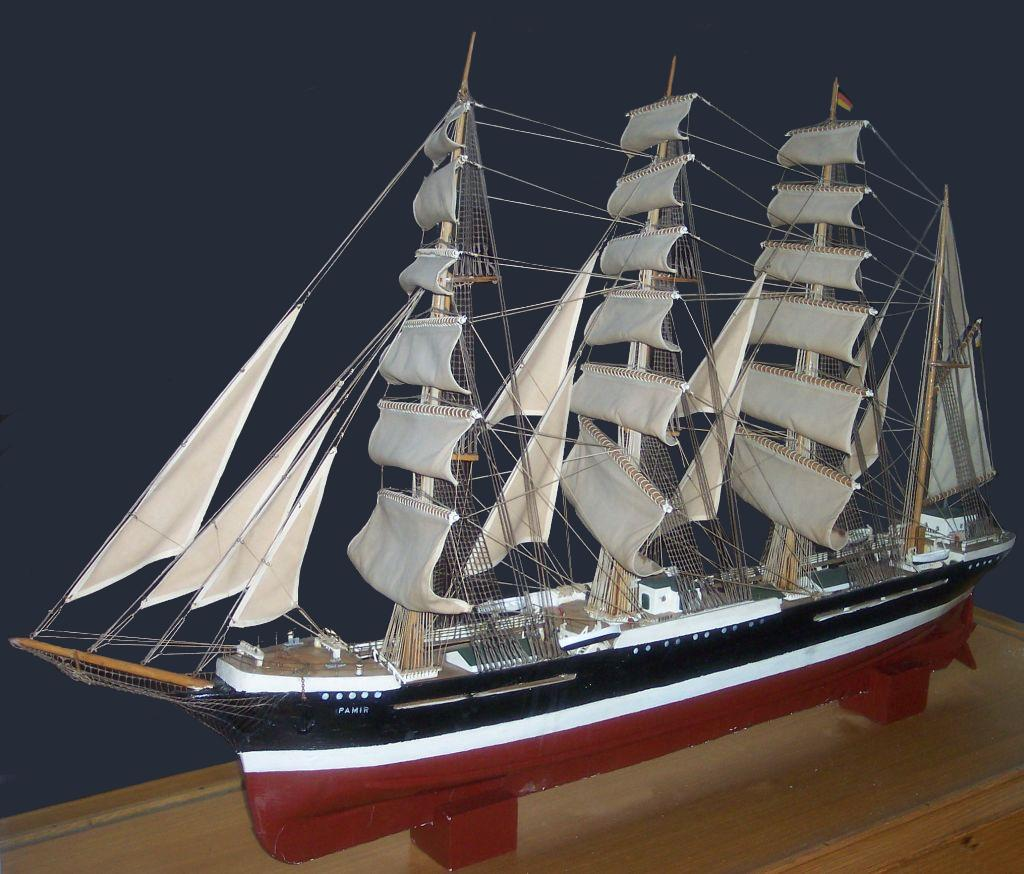
Maqueta del "Pamir

El Pamir fou un veler de càrrega alemany. Va ser construït a les drassanes de Blohm & Voss el 1905 a Hamburg. Amb quatre pals, tenia 96,40 metres d'eslora i catorze metres de mànega. El 1951 se li van instal·lar motors de propulsió. Fins a la Primera Guerra Mundial navegava fent la connexió entre Alemanya i Xile per la ruta dels nitrats.
Va ser l'últim veler de càrrega que va doblar el Cap d'Hornos (1949). El 21 de setembre de 1957, al voltant de les 11.15 hores, un accident greu causat per un cicló, va conduir a la pèrdua del vaixell durant el viatge de pràctiques d'instrucció, 600 milles al sud-oest de les Açores. D'una tripulació de vuitanta-sis homes només quatre mariners i dos cadets es van salvar.

## Capitans del Pamir

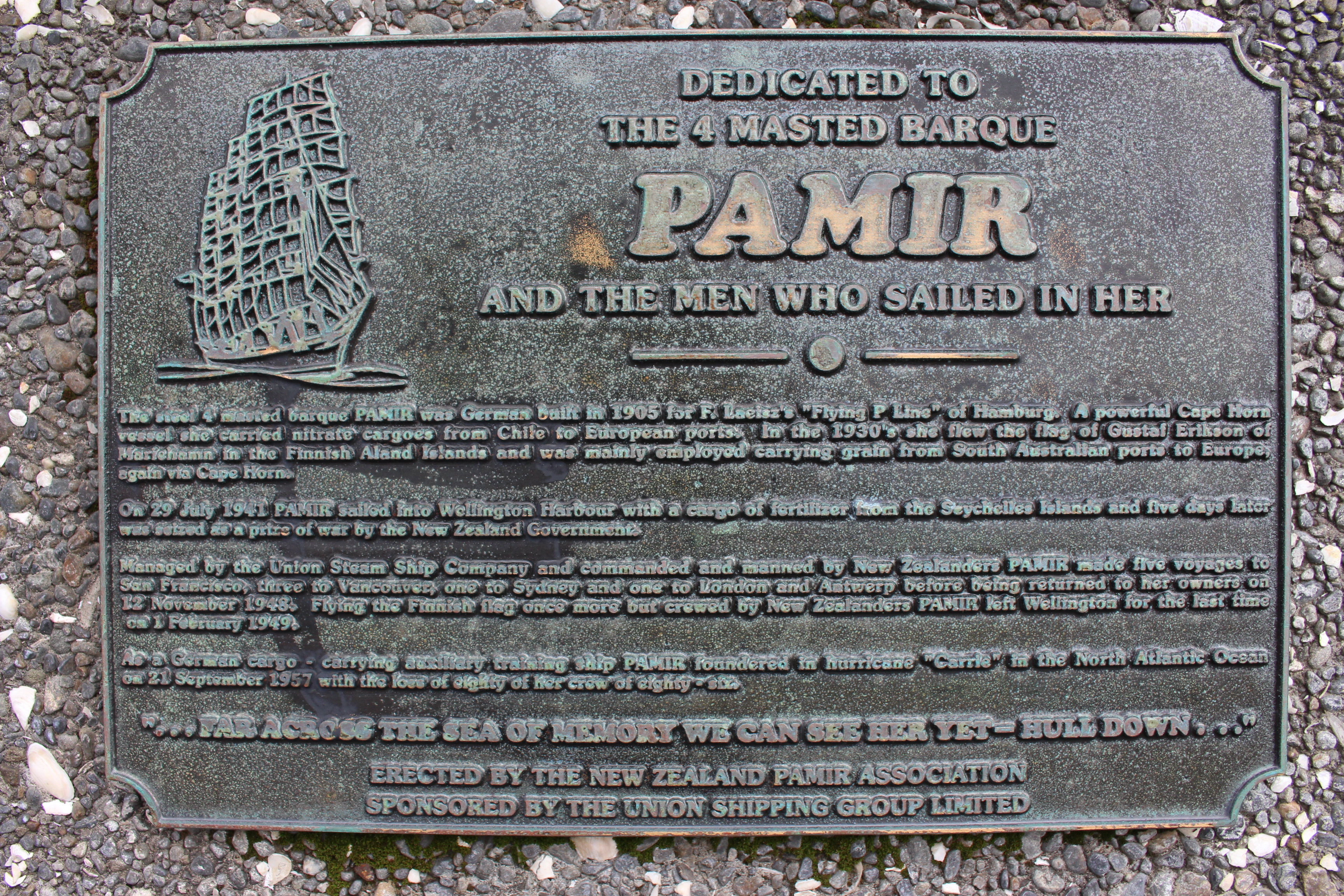
Placa commemorativa del vaixell alemany de quatre pals Pamir, instal·lada al front marítim de Wellington, Nova Zelanda

- 1905-1908 Carl Martin Prützmann (DE)
- 1908-1911 Heinrich Horn (DE)
- 1911-1912 Robert Miethe (DE)
- 1912-1913 Gustav A.H.H. Becker (DE)
- 1913-1914 Wilhem Johann Ehlert (DE)
- 1914-1921 Jürgen Jürs (DE)
- 1921-1924 Ambrogi (IT)
- 1924-1925 J. Hinrich H. Nissen (DE)
- 1925-1926 Heinrich Oellrich (DE)
- 1926-1929 Carl Martin Brockhöft (DE)
- 1929-1930 Robert Clauß (DE)
- 1930-1931 Walter Schaer (DE)
- 1931-1932 Karl Gerhard Sjögren (FI)
- 1933-1936 Mauritz Mattson (FI)
- 1936-1937 Uno Mörn (FI)
- 1937-1937 Linus Lindvall (FI)
- 1937-1941 Verner Björkfelt (FI)
- 1942-1943 Christopher Stanick (NZ)
- 1943-1944 David McLeish (NZ)
- 1944-1945 Roy Champion (NZ)
- 1946-1946 Desmond Champion (NZ)
- 1946-1948 Horace Stanley Collier (NZ)
- 1948-1949 Verner Björkfelt (FI)
- 1951-1952 Paul Greiff (DE)
- 1955-1957 Hermann Eggers (DE)
- 1957-1957 Johannes Diebitsch (DE)